# Gasteria doreeniae
Gasteria doreeniae är en grästrädsväxtart som beskrevs av Van Jaarsv. och A.E.van Wyk. Gasteria doreeniae ingår i släktet Gasteria och familjen grästrädsväxter. Inga underarter finns listade i Catalogue of Life.